# Spomenik fra Andriji Kačiću Miošiću u Makarskoj
Spomenik fra Andriji Kačiću Miošiću u gradiću Makarskoj, predstavlja zaštićeno kulturno dobro.

## Opis dobra
Na Kačićevom trgu u Makarskoj smješten je spomenik fra Andriji Kačiću Miošiću, rad kipara Ivana Rendića, postavljen 1889. godine. Spomenik prikazuje mladog franjevca odjevenog u habit, postavljenog u kontrapostnom stavu na kamenom postolju, na kojem je s južne strane apliciran mozaik u obliku tepiha s heraldičkim znakovima, nad kojim su gusle i knjiga kao simboli pjesnikova pjevanja. Na svakoj je strani postamenta ugrađen natpis vezan za podatke iz fra Andrijinog života.

## Zaštita
Pod oznakom Z-5320 zaveden je kao nepokretno kulturno dobro - pojedinačna, pravna statusa zaštićena kulturnog dobra, klasificirano kao "memorijalna obilježja i mjesta".